# 坚木克尔街道
坚木克尔街道，是中华人民共和国甘肃省甘南藏族自治州合作市下辖的一个乡镇级行政单位。

## 行政区划
坚木克尔街道下辖以下地区：
那吾路社区和绍玛路社区。